# Бека Фицпатрик
Бека Фицпатрик (на английски: Becca Fitzpatrick) е американска писателка на бестселъри в жанра фентъзи, паранормален любовен роман и трилър.

## Биография и творчество
Бека Робъртс Фицпатрик е родена на 3 февруари 1979 г. в Сентървил, Юта, САЩ. Има по-голяма сестра – Хедър, и по-малка – Кристиан. Когато е във втори клас семейството се мести в Северен Плат, Небраска. Израства с романите на Нанси Дрю, Трикси Белден и Роалд Дал. Влюбва се в литературата и мечтае да пише. Още в училището започва да разказва измислени от нея страшни истории свързани с нежеланието ѝ да го посещава, които записва в дневника си. Въпреки това завършва гимназията през 1997 г. с отличие.
През декември 2000 г. се омъжва за Джъстин Фицпатрик. През 2001 г. завършва Университетът „Бригам Йънг“ в Провоу, Юта, с диплома по обществено здравеопазване, въпреки че иска да бъде шпионин от ЦРУ. След това работи като секретарка, учител, и счетоводител в алтернативна гимназия в Провоу.
Мечтата ѝ да бъде писател не я напуска, и по повод на 24-тия ѝ рожден ден, през февруари 2003 г. нейният съпруг я записва в курс по творческо писане в „Utah Valley Community College“. Именно на него започва да пише първият си роман. Той ѝ отнема почти пет години, между раждането на първото дете и преместването в Колорадо, до 2008 г., когато среща своя литературен агент Катрин Дейтън.
Фентъзито „Ш-ш-шт“, като първа част от едноименната поредица, излиза през 2009 г. и веднага става международен бестселър. Главната героиня Нора Грейс се влюбва в падналия ангел Пач и връзката ѝ с него я въвлича в епицентъра на вечната битка между безсмъртните и падналите ангели.
През 2012 г. по книгата „Ш-ш-шт“ започва да излиза серия от едноименни графични романи. Подготвя се и филмова адаптация.
Произведенията на писателката са неизменно в списъците на бестселърите. Те са издадени в над 35 страни.
Бека Фицпатрик живее, със съпруга си и двамата си сина, във Форт Колинс, Колорадо.

## Произведения

### Серия „Ш-ш-шт“ (Hush, Hush)
1. Hush, Hush (2009)
Ш-ш-шт, изд. ИК „Ергон“, София (2011), прев. Надежда Розова
2. Crescendo (2010)
Кресчендо, изд. ИК „Ергон“, София (2011), прев. Надежда Розова
3. Silence (2011)
4. Finale (2012) - Финал (Фен превод 2022г)

### Самостоятелни романи
- Black Ice (2014)
- Dangerous Lies (2015)

### Сборници
- Kiss Me Deadly: 13 Tales of Paranormal Love – с Кейтлин Китридж, Карън Махони, Жюстин Муск, Даниъл Маркс, Даяна Петерфрюнд, Сара Рийс Бренън, Мишел Роуен, Кари Райън, Маги Стийвотър, Рейчъл Винсънт, Даниъл Уотърс и Мишел Зинк